# Хамилтон (Њујорк)
Хамилтон (енгл. Hamilton) град је у америчкој савезној држави Њујорк.

## Демографија
По попису из 2010. године број становника је 4.239, што је 730 (20,8%) становника више него 2000. године.
| Група             | 2000.         | 2010.         |
| Белци             | 3.139 (89,5%) | 3.498 (82,5%) |
| Афроамериканци    | 102 (2,9%)    | 210 (5,0%)    |
| Азијати           | 130 (3,7%)    | 234 (5,5%)    |
| Хиспаноамериканци | 80 (2,3%)     | 193 (4,6%)    |
| Укупно            | 3.509         | 4.239         |